# Anna Sophie Seidelin
Anna Sophie Christine Seidelin (født 12. maj 1913 i København, død 6. august 1998 i Ærøskøbing) var en dansk oversætter, foredragsholder, historiefortæller og forfatter. Hun var datter af stiftsprovst Hans Nielsen Dreiøe (1875-1958) og Karen Margrethe Colding (1878-1961).

## Liv og karriere
Anne Sophie Seidelin voksede op i et kirkeligt, kulturelt og socialt indstillet hjem. Efter sin studentereksamen på Nykøbing Katedralskole i 1931, begyndte hun at studere tysk og musik ved Københavns Universitet. Her modtog hun også universitetets guldmedalje for sin afhandling om Biedermeier i den tyske litteratur.
I 1940 blev hun gift med sognepræsten Paul Christian Seidelin (født 1906), og flyttede ind på præstegården i Knebel på Mols. Her fik de børnene Jørgen Benedict (1941-2017), Sophie Elisabeth (født 1942), Inger Christiane (født 1943), Hans Christian (født 1946), Karen Margrethe (født 1950) og Ide Marianne (født 1958).
Knebel Præstegård blev i tiden hvor Anna Sophie Seidelin og hendes familie boede der et centrum for kirkeligt og kulturelt liv for lægmand såvel som lærd, og ikke blot for Knebel Sogn men for hele Danmark. Da Paul Christian Seidelin i 1944 blev alvorligt syg og behøvede meget og dyr medicin, måtte hun selv tage ansvar for hjemmet og præstegården, og altså skaffe ekstra indtjening til familien. Det var på denne måde hendes karriere som fortæller begyndte. I starten var det særligt Fjodor Mikhajlovitj Dostojevskijs roman Rodion Raskolnikov (Forbrydelse og straf), der blev genfortalt til litteraturaftenerne, men hendes forrygende fortælleevner blev hurtigt kendt i hele Danmark, og hendes repertoire blev udvidet med klassiske litteraturværker, folkeeventyr og bibeloversættelse. Anne Sophie Seidelin selv kaldte sine optrædener, som kunne vare op til fire timer og forme sig som rene skuespil, for sine "mundtligheder". 
I 1974 udgav hun sammen med sin mand en nyoversættelse af Det nye Testamente, og det er nok dette hun er mest kendt for. Som forberedelse til oversættelsesarbejdet lærte hun sig oldgræsk, hebraisk, aramæisk og syrisk for at komme på sprogligt niveau med sin mand. Hun udtalte sig således om samarbejdet: "Jeg skal sørge for, at det ikke bliver kedeligt, mens min mand skal sørge for, at det ikke bliver vrøvl". Bibeloversættelsen fik aldrig status som autoriseret, men blev meget populær og bredt benyttet. 
I 1976 flyttede familien til bedsteforældrenes hus i Nørregade i Ærøskøbing. Hendes mand døde i 1981, og hun selv i 1998.
Anne Sophie Seidelin modtog flere priser for sit litterære arbejde, og blev i 1975 ridder af Dannebrogsordenen. I 1998 blev hun optaget i Kraks Blå Bog, og i 2000 optages hun i Den Store Danske Encyklopædi.